# Мартін Фаулер
Ма́ртін Фа́улер (англ. Martin Fowler; нар. 1963) — британський інженер-програміст, лектор з розробки програмного забезпечення, автор багатьох книг і статей з архітектури програмного забезпечення, об'єктно-орієнтованого аналізу та розробок, мови UML, екстремального програмування, рефакторингу, предметно-орієнтованих мов програмування.

## Життєпис
Мартін Фаулер народився і виріс у місті Уолсолл, Англія, де він навчався в гімназії королеви Марії. Закінчив Університетський коледж у Лондоні 1986 року. 1994 року переїхав до Сполучених Штатів Америки, де він живе неподалік від Бостона, штат Массачусетс, у передмісті Мелроуз.
Фаулер почав працювати з програмним забезпеченням на початку 1980-х років. З 1986 року до 1991 року він створював програмне забезпечення для Coopers & Lybrand. З 2000-го став головним науковим співробітником консалтингової компанії ThoughtWorks. Фаулер написав шість книг на тему розробки програмного забезпечення, є одним з авторів маніфесту гнучкої розробки, підтримує bliki, поєднання блогу та вікі.

## Публікації
- 1996. Аналізуючи шаблони: Повторне використання об'єктних моделей (Analysis Patterns: Reusable Object Models). Addison-Wesley. ISBN 0-201-89542-0.
- 1997. UML. Короткий посібник по UML (UML Distilled: A Brief Guide to the Standard Object Modeling Language.)
- 1999. Рефакторинг. Поліпшення існуючого коду (Refactoring: Improving the Design of Existing Code, With Kent Beck, John Brant, William Opdyke, and Don Roberts). Addison-Wesley. ISBN 0-201-48567-2.
- 2001. Екстремальне програмування: планування (Planning Extreme Programming. With Kent Beck). Addison-Wesley. ISBN 0-201-71091-9.
- 2002. Архітектура корпоративних програмних додатків (Patterns of Enterprise Application Architecture. With David Rice, Matthew Foemmel, Edward Hieatt, Robert Mee, and Randy Stafford). Addison-Wesley. ISBN 0-321-12742-0.
- 2010. Предметно-орієнтовані мови програмування (Domain-Specific Languages. With Rebecca Parsons). Addison-Wesley. ISBN 978-0-321-71294-3.
- 2012. NoSQL Distilled. With Pramod Sadalage. Addison-Wesley. ISBN 978-0-321-82662-6.